# حمد زيد الزيد
حمد زيد الزيد، أحد أهم رواد التعليم في المملكة العربية السعودية.

## نشأته
- ولد في مرات، وتخرج من مدرستها عام 1376هـ/1956م، ثم انتقل إلى الطائف لمواصلة تحصيله العلمي؛ حيث تخرج من مدرسة دار التوحيد في عام 1383هـ/1963م، وأكمل دراسته الجامعية بمكة المكرمة كلية التربية قسم الاجتماعيات عام 1388هـ/1968ممتخصصاً في التربية والجغرافيا
- بدأ عمله الوظيفي بعد تخرجه مباشرة معلماً في مدرسة دار التوحيد ثم في عدة ثانويات أخرى كثقيف، والطائف، وقسم التوجيه التربوي بإدارة تعليم البنين بالطائف
- أُنتدب للتعليم في دولة الجزائر عام 1392هـ/1972م، ثم عمل بعدها في جامعة الملك عبد العزيز كمعيد ومدير إدارة
- حصل على بعثة دراسية لمدة سنتين في الولايات المتحدة الأمريكية وبريطانيا لدراسة اللغة الإنجليزية
- عمل فترةً في القطاع الخاص بالطائف لمدة سنتين معاراً من الجامعة، ثم عاد إلى العمل بها، ثم انتقل إلى وزارة المعارف حيث عمل موجهاً تربوياً للعلوم الاجتماعية بإدارة تعليم البنين بجدة، ثم أُحيل إلى التقاعد المبكر بناءً على رغبته في 1/ 8 /1408هـ 1987م، ثم عاد للإقامة بالطائف حيث واصل دراسته العليا، وحصل على شهادة الدكتوراه في علم الاجتماع بجامعة كنيستون الأمريكية، وكان موضوع الرسالة (التحضر في مدينة الطائف 1367هـ -1407هـ/1948م-1987م
- يعد أحد المؤسسين مع زملائه ادباء الطائف عام 1395هـ/1975م للنادي الأدبي، وأُنتخب أول رئيس له حتى سفره للخارج فعُين بدلاً منه الأستاذ علي العبادي لرئاسة النادي عام 1396هـ/1976م، وكُرم في عام 1412هـ/1991م من قبل محافظة الطائف في الحفل السنوي الذي تقيمه لجنة التنشيط السياحي.[1]

## مؤلفاته
- حروف على أفق الأصيل (شعر)
- خطرات في الأدب والفلسفة والسياسة عام 1397هـ/1976م
- كاتب وكتاب (نقد) عام 1410هـ/1989م
- قصائد مطوية (شعر) عام 1416هـ/1995م
- شعراء آل زيد وشعرهم (تراجم ونصوص)
- التحضر في مدينة الطائف عام 1417هـ/1996م.[2]